# François d’Orléans, prince de Joinville

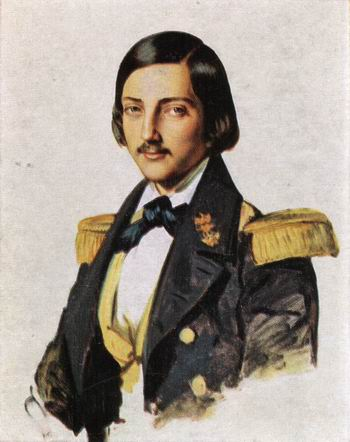
François d'Orléans-Joinville

François-Ferdinand-Philippe-Louis-Marie d’Orléans, prince de Joinville, auch Franz Ferdinand Philipp Ludwig Maria von Orléans, Prinz von Joinville, (* 14. August 1818 in Neuilly-sur-Seine bei Paris; † 16. Juni 1900 in Paris) war ein französischer Admiral.

## Leben
Der prince de Joinville war der dritte Sohn des Herzogs von Orléans und späteren Bürgerkönigs Louis-Philippe (1773–1850) und Maria Amelia de Bourbon–Deux Siciles (1782–1866).
Er wurde als Marineoffizier ausgebildet und 1836 zum Leutnant. Im November 1838 zeichnete er sich zum ersten Mal aus, als er während der Bombardierung von San Juan de Ulloa im Kuchenkrieg ein Landkommando führte und in Veracruz den mexikanischen General Mariano Arista eigenhändig gefangen nahm. Er wurde zum Kapitän befördert und 1840 beauftragt, die sterblichen Überreste Napoleons mit der Fregatte Belle Poule von St. Helena nach Frankreich zu überführen. 1844 führte er eine Marineoperation an der Küste von Marokko, bombardierte Tanger und nahm Mogador ein. Dafür wurde er zum Vizeadmiral ernannt.
Im folgenden Jahr veröffentlichte er in der Revue des Deux Mondes einen Artikel über die Missstände in der französischen Marine, der einiges an Aufsehen erregte. Durch diesen Artikel, seine Gegnerschaft zum Ministerium Guizot und seine zur Schau getragene Feindschaft gegen England erwarb er sich zwar eine beachtliche Popularität, trotzdem spülten ihn die Wogen der Revolution von 1848 zusammen mit den anderen Prinzen des Hauses Orléans hinweg. Er verließ eilig Algerien, wo er sich zu dieser Zeit mit seinem Bruder, dem Herzog von Aumale, aufhielt, und nahm mit dem Rest seiner Familie seine Zuflucht in Claremont, Surrey.

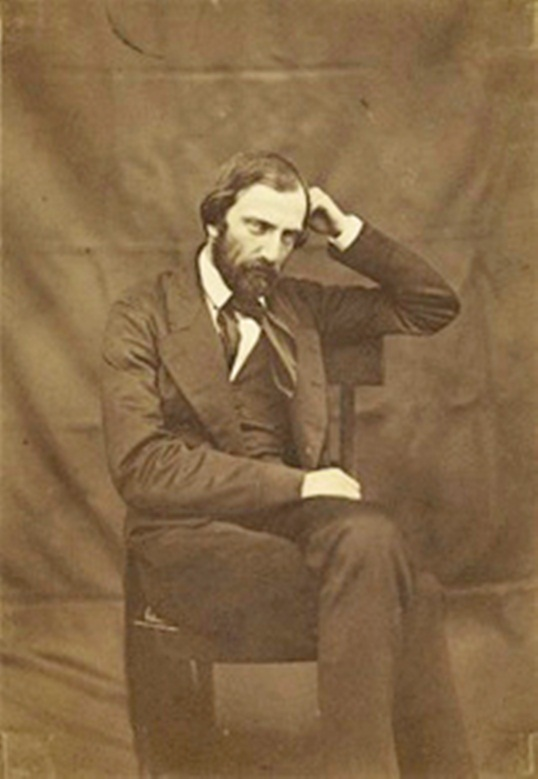
François d'Orléans-Joinville. Fotografie, 1852

1861, nach dem Ausbruch des Amerikanischen Bürgerkriegs ging er nach Washington und stellte der US-Regierung seine Dienste und die seines Sohnes, des Herzogs von Penthièvre, und zweier Neffen, des Grafen von Paris und des Herzogs von Chartres, zur Verfügung. Im Unionsheer nahm er im Stab McClellans am Halbinsel-Feldzug von 1862 teil. Über seinen weiteren Verbleib ist wenig bekannt, bis er nach dem Zusammenbruch des Kaiserreichs 1870 nach Frankreich zurückkehrte. Dort wurde er von der Regierung der nationalen Verteidigung sofort wieder ausgewiesen. Er kehrte incognito zurück und trat unter dem Namen „Colonel Lutherod“ in die Armee des Generals d’Aurelle de Paladines ein, mit der er vor Orléans tapfer kämpfte. Später enthüllte er seine Identität und ersuchte um eine formelle Genehmigung zum Dienst in der Armee. Dennoch schickte ihn Léon Gambetta zurück nach England.
Nichtsdestotrotz wurde Joinville von zwei Départements 1871 in die neue Nationalversammlung gewählt und erhielt einen Sitz für das Département Haute-Marne, nahm diesen aber – nach einer Absprache mit Adolphe Thiers – erst ein, nachdem Thiers zum Präsidenten der Dritten Republik gewählt worden war und die Verbannungsdekrete im Dezember 1871 aufgehoben worden waren. Seine Schwerhörigkeit hinderte Joinville, eine bedeutendere Rolle in der Nationalversammlung zu spielen und 1876 gab er sein Mandat auf.
Das Gesetz gegen die Thronanwärter von 1886 entzog ihm seinen Rang als Vizeadmiral, aber er blieb in Frankreich, wo er am 16. Juni 1900 in Paris starb.
Nach ihm sind die Joinville-Insel in der Antarktis sowie die Orte Joinville-le-Pont in Frankreich und Joinville in Brasilien benannt.

## Ehe und Nachkommen

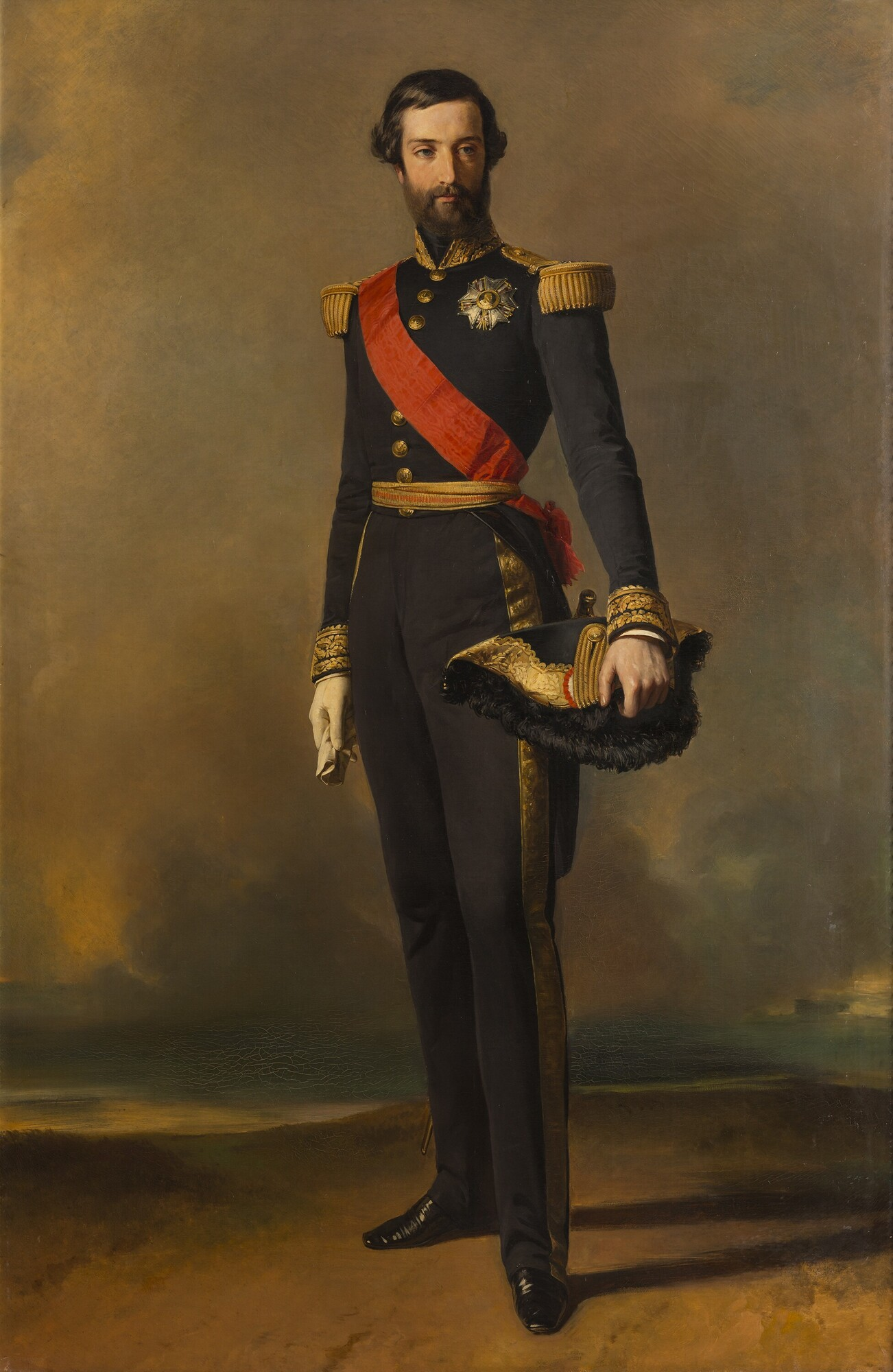
Franz Xaver Winterhalter: Porträt von François d’Orléans-Joinville

François de Joinville heiratete 1843 Prinzessin Francisca de Bragança (1824–1898), Tochter Kaiser Pedros I. von Brasilien. Das Paar hatte zwei Kinder:
- Françoise (1844–1925) ⚭ (1863) Robert d’Orléans, Herzog von Chartres
- Pierre, Herzog von Penthièvre (1845–1919), später ebenfalls Marineoffizier

## Werke
Der Fürst von Joinville war der Autor verschiedener Schriften über Marineangelegenheiten und andere Themen von öffentlichem Interesse, die meist anonym oder unter Pseudonym publiziert wurden. Erst nach dem Sturz des Kaiserreichs publizierte er sie erneut unter seinem richtigen Namen. Dazu gehören:
- Essais sur la Marine française 1839–1852. L'escadre de la Méditerranée . Notes sur l'état naval des forces de la France. – Lettres Franques. A Napoléon III Empereur des Français (1853);
- Etudes sur la marine (1859 und 1870);
- La Guerre d'Amerique, campagne du Potomac (1862 und 1872);
- Encore un mot sur Sadowa (Brüssel, 1868);
- Vieux souvenirs (1894); online